# Den store Gatsby (film, 1974)
Den store Gatsby (engelska: The Great Gatsby) är en amerikansk film från 1974, i regi av Jack Clayton. Filmens manus är skrivet av Francis Ford Coppola, baserat på F. Scott Fitzgeralds roman med samma namn från 1925. I huvudrollerna ses Robert Redford och Mia Farrow. Filmen vann Oscar för bästa kostym och bästa musik.
Handlingen utspelar sig i det blomstrande 1920-talets USA.

## Rollista i urval
| Robert Redford | – Jay Gatsby     |
| Mia Farrow     | – Daisy Buchanan |
| Bruce Dern     | – Tom Buchanan   |
| Sam Waterston  | – Nick Carraway  |
| Karen Black    | – Myrtle Wilson  |
| Scott Wilson   | – George Wilson  |
| Lois Chiles    | – Jordan Baker   |